# Geografía de Letonia

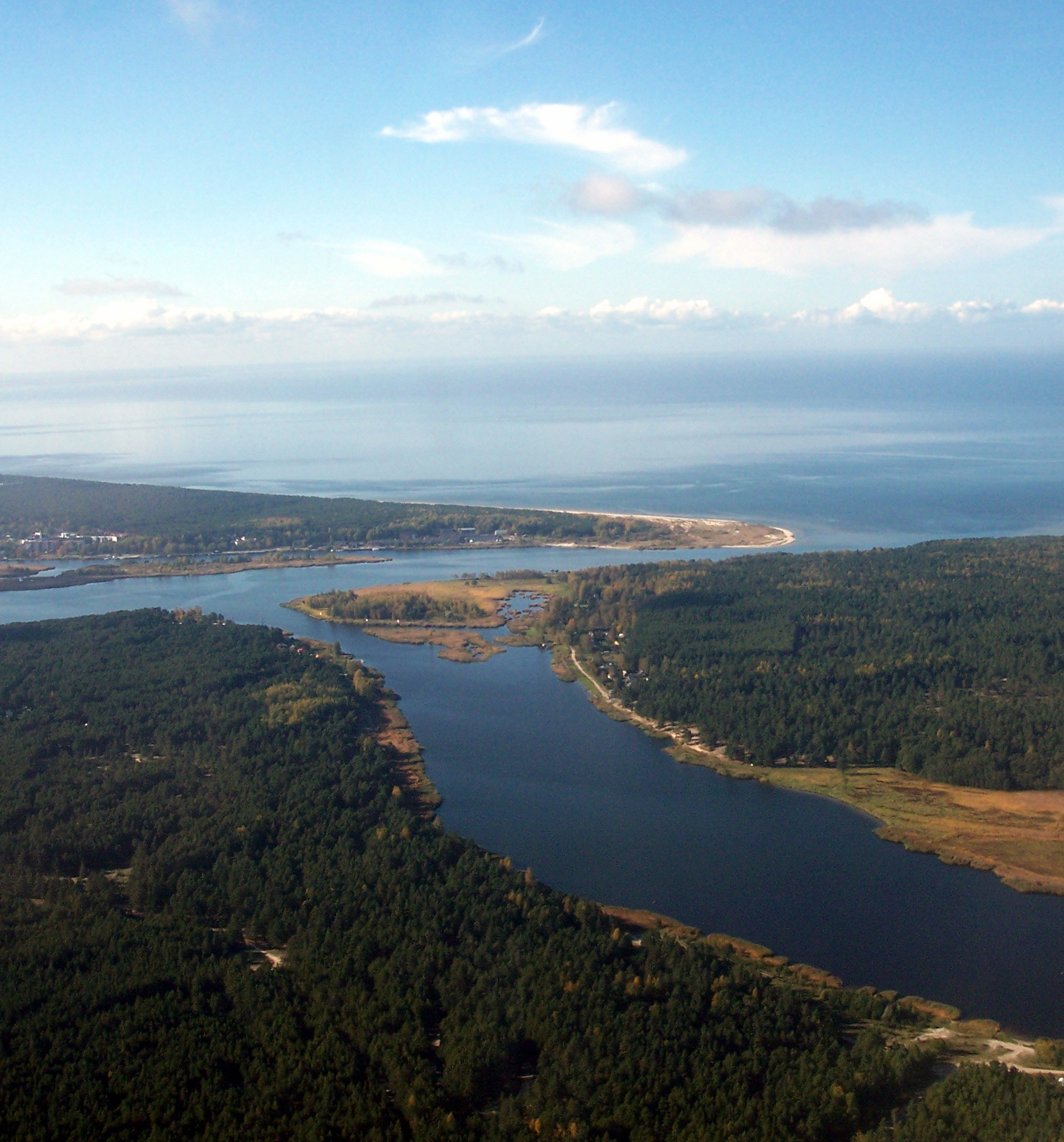
El Lielupe desemboca en el mar Báltico, mientras que el ramal Buļļupe desemboca en el río Daugava.

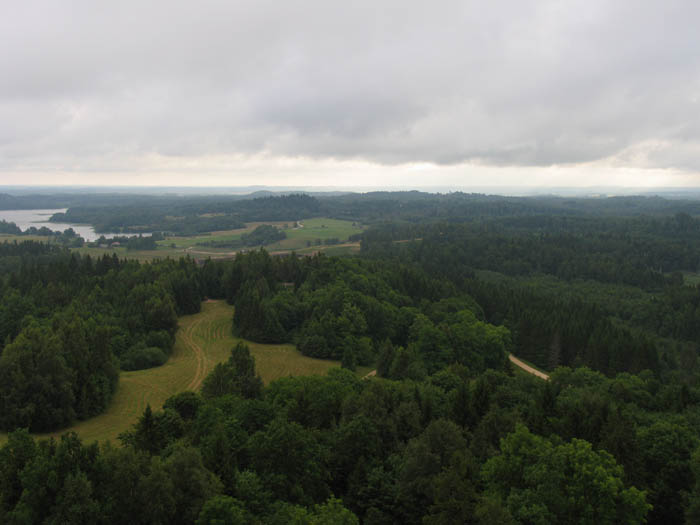
Vista desde lo alto de la torre de la colina Gaizina.

Letonia (nombre local, Latvijas Republika) es un estado de Europa oriental, a orillas del mar Báltico, entre Estonia y Lituania. Está situada en el norte de Europa, en la llamada región báltica. Limita al norte con Estonia, al este con Rusia, al sur con Bielorrusia y Lituania y al oeste con el mar Báltico. 

## Geografía física

### Relieve
La mayor parte de su territorio es llano, cubierto por depósitos de tierra y barro y con grandes zonas ocupadas por bosques de coníferas, páramos y pantanos. La llanura de Semigalia (Zemgale), al sur, hasta el límite con Lituania, contiene las tierras más fértiles, por lo que es considerada el granero del país. En estas grandes llanuras hay suaves colinas cuya máxima altura es la colina Gaizina (311 m s. n. m.), que se encuentra en los altos de Livonia, en la parte centroriental del país. 

### Ríos, lagos y costas

#### Ríos
Abundan los lagos y los ríos, que desembocan en el mar Báltico y en el golfo de Riga. El país cuenta con más de 12 000 ríos y afluentes, pero solamente 17 tienen más de 100 km. Su red hidrográfica es relevante para la historia del país, lo mismo que para su economía. El principal curso fluvial es el Daugava (también conocido como Dvina occidental), que nace en las colinas de Valdái en el óblast de Tver (Rusia) y corre a través de Bielorrusia y luego fluye por Letonia a lo largo de 370 km antes de desembocar en el golfo de Riga. Al entrar en Letonia tiene una anchura de alrededor de 200 metros y llega a los 650-750 metros en Riga, mientras que el estuario tiene una anchura de kilómetro y medio. El Daugava ha representado una importante vía de comunicación durante milenios; por este río navegaron las tribus locales, y luego los vikingos, los rusos y otras poblaciones europeas con propósitos comerciales pero también para conquistar los territorios de sus riberas. Mide 1.020 kilómetros. Otros ríos menos importantes son el Gauja, el Lielupe y el Venta. El régimen de los cursos de agua es nival y pluvial dentro del conjunto y más del 60% del agua que discurre por Letonia viene de los países fronterizos al sur. 
|    | Nombre  | Desembocadura | km recorridos en Letonia | Longitud total (km) |
| -- | ------- | ------------- | ------------------------ | ------------------- |
| 1. | Gauja   | Golfo de Riga | 452                      | 452                 |
| 2. | Daugava | Golfo de Riga | 352                      | 1005                |
| 3. | Ogre    | Daugava       | 188                      | 188                 |
| 4. | Venta   | Mar Báltico   | 178                      | 346                 |
| 5. | Iecava  | Lielupe       | 136                      | 136                 |

#### Lagos
Los más de 2300 lagos de origen glaciar, de los cuales el mayor es el lago Lubanas o Lubāns, y las turberas y áreas pantanosas constituyen los elementos más destacados del paisaje. Los lagos se concentran en la zona sureste. La mayor parte de los lagos son minúsculos y eutróficos.
La mayor parte de la red hidrográfica está abierta a la pesca tanto en invierno como en verano pero las poblaciones animales se mantienen estables.

#### Costas
Letonia cuenta con 531 km de costas arenosas. El mar Báltico baña la costa letona. Se dibuja el golfo de Riga, poco profundo y parcialmente aislado del resto del Báltico por las islas estonias de Saaremaa y Hiiumaa así como el istmo de Curlandia, se encuentra particularmente contaminado. Sin embargo, se han cerrado algunas fábricas en esta región y algunos municipios del golfo de Riga han obtenido la Bandera Azul europea.
Las costas, con excepción de Jurmala, fueron territorios fronterizos durante época soviética, por lo que las casas quedaron todas arrasadas. Esto permitió limitar la presión humana sobre las dunas que volvieron a ser más o menos salvajes. Sin embargo, los años que siguieron la independencia vieron acentuarse la construcción ilegal con vistas a un provecho rápido sin ninguna reacción del gobierno. Si este último no interviene rápidamente, la costa salvaje que presenta Letonia podría deteriorarse muy rápidamente.
Sus puertos, en particular Liepaja y Ventspils, conocen un tráfico importante puesto que, a diferencia de los puertos rusos o estonios, están prácticamente libres de hielo todo el año. 
Las aguas jurisdiccionales son bastante ricas en pesca y permiten obtener ciertas rentas de la exportación. Se extienden sobre 12 millas (esto es, 22 km) y la Zona económica exclusiva sobre 200 millas (esto es, 367 km).

### Clima

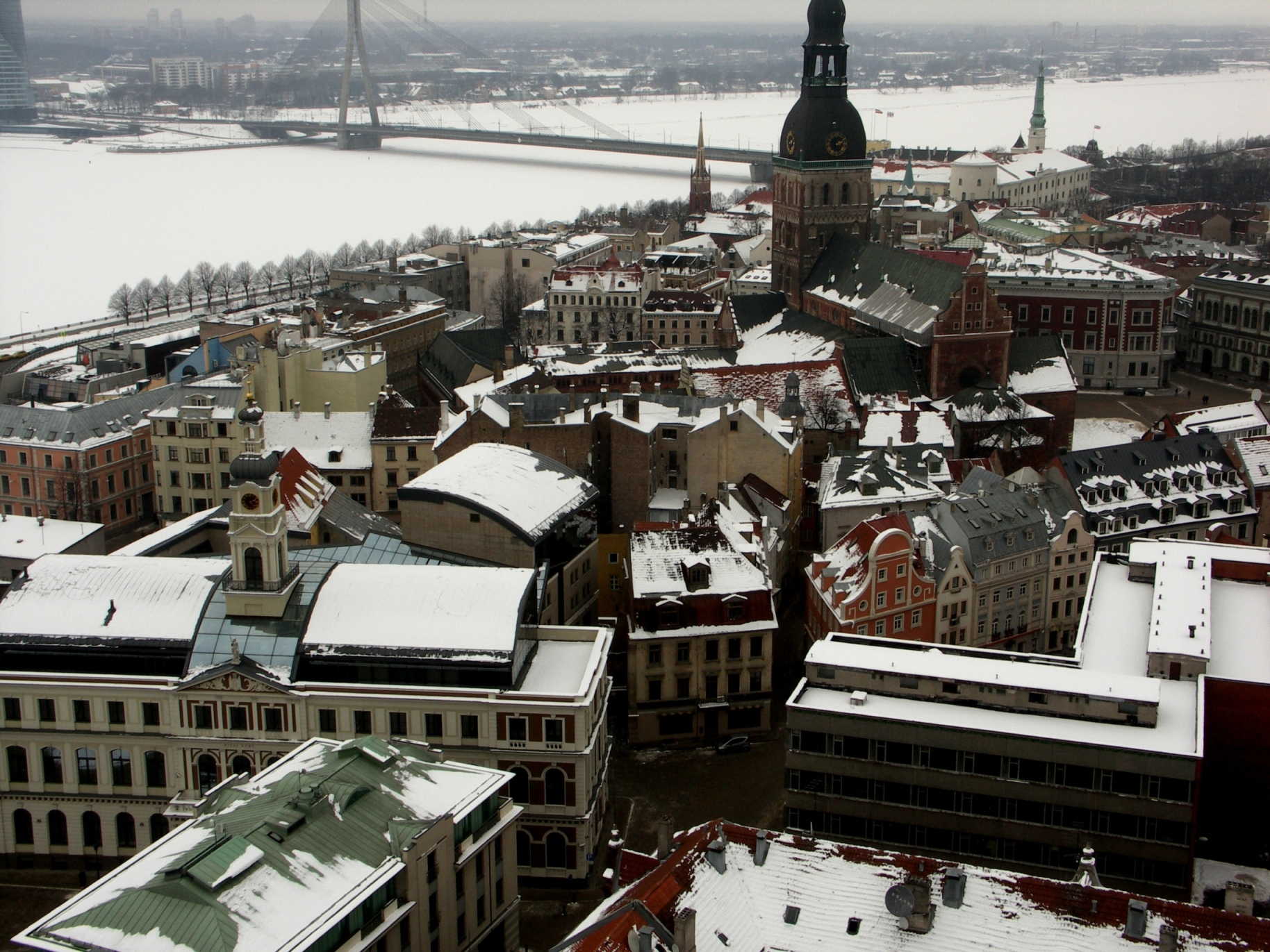
Riga, tras una leve caída de nieve.

La ubicación septentrional de Letonia es similar a la de la península del Labrador. Debido a la latitud en la que se encuentra, Letonia tiene un clima frío. Los veranos son frescos y los inviernos fríos. Tiene clima continental pero con una fuerte influencia del mar Báltico que lo rodea por el oeste. La influencia del mar suaviza un poco la temperatura. En invierno el agua está más templada por la corriente del Atlántico Norte, de manera que su clima es más suave que el de Labrador. La estación veraniega es corta y también las estaciones intermedias son muy reducidas; el invierno dura entonces cerca de ocho meses. 

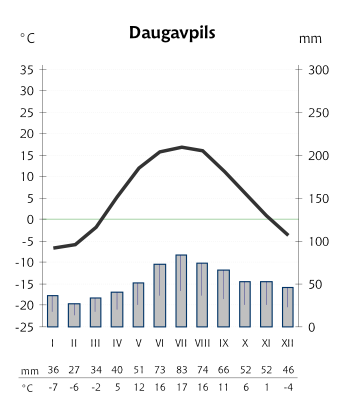
Diagrama de temperaturas y precipitaciones en la ciudad de Daugavpils.

La temperatura máxima de Letonia es de 33 °C grados y la mínima de -43,1 °C grados. Riga conoce temperaturas de -10 °C a -4 °C en enero y entre 11 °C y 22 °C en el mes de julio. Las temperaturas medias en el invierno son razonablemente suaves que van en enero de los -2,8 °C en Liepaja, en la costa occidental, a los -6,6 °C en la ciudad suroriental de Daugavpils. Las temperaturas en julio van de los 16,7 °C en Liepaja a los 17,6 °C en Daugavpils. 
La proximidad al mar hace que sea un país de humedad elevada y precipitaciones constantes, con una precipitación anual de 633 mm en Riga. Al año hay por término medio 180 días de lluvia, 44 de niebla y sólo 72 días de sol. Las precipitaciones en forma de nieve son frecuentes en invierno. Durante cerca de 82 días al año el país está nevado, y el período libre de heladas dura 177 días. Llueve más en la costa (701 mm en Liepaja) que en las regiones interiores cercanas a Rusia y Bielorrusia (633 mm en Daugavpils). Las abundantges precipitaciones proporcionan el agua abundante de los muchos ríos y lagos de Letonia, pero igualmente ha creado problemas. Una gran parte de tierra agrícola precisa drenaje. Se ha invertido mucho dinero en proyectos de mejora de la tierra que implican la instalación de tuberías de drenaje, el enderezamiento y el ahondamiento de las corrientes naturales, cavando zanjas de drenaje y la construcción de presas de pólderes. Durante los años sesenta y setenta los trabajos de drenaje absorbieron un tercio de toda la inversión agrícola en Letonia. Aunque sólo representa un tercio del 1% del territorio, Letonia tenía el 11% de toda la tierra artificialmente drenada de la anterior Unión Soviética.
Un problema añadido relacionado con las precipitaciones es la dificultad de siembra temprana mecanizada y de cosechas debido a los campos empapados. Las intensas precipitaciones acontecen especialmente en el tiempo de la cosecha en agosto y septiembre, lo que exige grandes inversiones en estructuras de secado del grano y sistemas de ventilación. En 1992, irónicamente, Letonia tuvo el verano más seco en la historia de los registros climáticos, pero lluvias inusualmente intensas en la primavera precedente mantuvo el daño de la cosecha por debajo del grado esperado. El clima húmedo ha sido un factor principal a la hora de orientar la agricultura letona hacia la ganadería y la industria láctea. Incluso la mayor parte de las plantas que se siembran, como la cebada, la avena, y las patatas, se producen para pienso.
En verano, los días son largos y cortos en el invierno. En diciembre es de noche cerrada a las nueve de la mañana, y la luz solar desaparece antes de las cuatro de la tarde.
| Parámetros climáticos promedio de Riga, capital de Letonia | Parámetros climáticos promedio de Riga, capital de Letonia | Parámetros climáticos promedio de Riga, capital de Letonia | Parámetros climáticos promedio de Riga, capital de Letonia | Parámetros climáticos promedio de Riga, capital de Letonia | Parámetros climáticos promedio de Riga, capital de Letonia | Parámetros climáticos promedio de Riga, capital de Letonia | Parámetros climáticos promedio de Riga, capital de Letonia | Parámetros climáticos promedio de Riga, capital de Letonia | Parámetros climáticos promedio de Riga, capital de Letonia | Parámetros climáticos promedio de Riga, capital de Letonia | Parámetros climáticos promedio de Riga, capital de Letonia | Parámetros climáticos promedio de Riga, capital de Letonia | Parámetros climáticos promedio de Riga, capital de Letonia |
| Mes                                                        | Ene.                                                       | Feb.                                                       | Mar.                                                       | Abr.                                                       | May.                                                       | Jun.                                                       | Jul.                                                       | Ago.                                                       | Sep.                                                       | Oct.                                                       | Nov.                                                       | Dic.                                                       | Anual                                                      |
| ---------------------------------------------------------- | ---------------------------------------------------------- | ---------------------------------------------------------- | ---------------------------------------------------------- | ---------------------------------------------------------- | ---------------------------------------------------------- | ---------------------------------------------------------- | ---------------------------------------------------------- | ---------------------------------------------------------- | ---------------------------------------------------------- | ---------------------------------------------------------- | ---------------------------------------------------------- | ---------------------------------------------------------- | ---------------------------------------------------------- |
| Temp. máx. abs. (°C)                                       | 4                                                          | 5                                                          | 21                                                         | 24                                                         | 29                                                         | 32                                                         | 33                                                         | 32                                                         | 29                                                         | 23                                                         | 17                                                         | 7                                                          | 33                                                         |
| Temp. máx. media (°C)                                      | -4                                                         | -3                                                         | 2                                                          | 10                                                         | 16                                                         | 21                                                         | 22                                                         | 21                                                         | 17                                                         | 11                                                         | 4                                                          | -2                                                         | 9.6                                                        |
| Temp. mín. media (°C)                                      | -10                                                        | -10                                                        | -7                                                         | 1                                                          | 6                                                          | 9                                                          | 11                                                         | 11                                                         | 8                                                          | 4                                                          | -1                                                         | -7                                                         | 1.3                                                        |
| Temp. mín. abs. (°C)                                       | -28                                                        | -28                                                        | -23                                                        | -11                                                        | -5                                                         | -1                                                         | 4                                                          | 0                                                          | -1                                                         | -7                                                         | -16                                                        | -27                                                        | -28                                                        |
| Precipitación total (mm)                                   | 31                                                         | 29                                                         | 27                                                         | 33                                                         | 44                                                         | 45                                                         | 53                                                         | 70                                                         | 64                                                         | 62                                                         | 62                                                         | 47                                                         | 567                                                        |
| Días de precipitaciones (≥ 1 mm)                           | 19                                                         | 18                                                         | 16                                                         | 13                                                         | 13                                                         | 11                                                         | 12                                                         | 16                                                         | 17                                                         | 19                                                         | 19                                                         | 21                                                         | 194                                                        |
| Horas de sol                                               | 28.25                                                      | 56.50                                                      | 113                                                        | 169.5                                                      | 197.75                                                     | 310.75                                                     | 282.5                                                      | 254.25                                                     | 169.5                                                      | 84.75                                                      | 28.25                                                      | 28.25                                                      | 1723.3                                                     |
| [cita requerida]                                           |                                                            |                                                            |                                                            |                                                            |                                                            |                                                            |                                                            |                                                            |                                                            |                                                            |                                                            |                                                            |                                                            |

### Medio ambiente
Abundan los bosques de pinos, abedules y abetos. WWF incluye el territorio de Letonia en la ecorregión de bosque templado de frondosas denominada bosque mixto sarmático. Conforme a la normativa de la Unión Europea, el territorio de este país pertenece a la región biogeográfica boreal. Cuenta con una reserva de la biosfera, Vidzeme norte (1997). 148.718 hectáreas están protegidas como humedales de importancia internacional al amparo del Convenio de Ramsar, en total, 6 sitios Ramsar: lago Engure, lago Kanieris, el complejo de humedales de Lubana, Turberas del norte (Ziemelu purvi), el complejo de humedales de Pape y las Turberas de Teici y Pelecares. Tiene más de mil zonas protegidas, entre ellas cuatro parques nacionales.

## Geografía humana
Letonia tiene una población de 3,555.179 habitantes, según estimaciones de The World Factbook de julio de 2009. Su densidad de población alcanza 36 habitantes por kilómetros cuadrados. El crecimiento de la población es muy bajo -0.279% (2009 est.).
Principales grupos étnicos: 83,4 % letones, 6,3 % rusos, 6,7% polacos; el resto 3,6% (censo de 2001). 
El idioma oficial es el letón, que habla el 82% de la población; se habla, además, el ruso 8%, el polaco 5,6%, y otros y sin especificar 4,4% (censo de 2001). 
Hay libertad de culto. La creencia más extendida es el cristianismo, repartida entre las siguientes iglesias: católicos 79%, iglesia ortodoxa rusa 4,1%, protestantes (incluyendo a los luteranos e baptistas cristianos evangélicos) 1,9%, otros o sin especificar 5,5%, ninguna 9,5% (censo de 2001). 

Organización territorial de Letonia, vigente desde el 1 de julio de 2021.

La capital es Riga. Ciudades principales son Daugavpils y el puerto de Liepaja.
Según la Reforma Territorial Administrativa de Letonia, vigente desde el 1 de julio de 2021, el país se divide en 36 municipalidades (letón: novadi) y 7 ciudades estatales (letón: valstspilsētas), cada una con su propia administración.
La región de Abrene fue un condado de Letonia, parte de cuyo territorio fue anexionado en la época soviética por la RSFS de Rusia, y actualmente forma parte de Rusia.

## Geografía económica

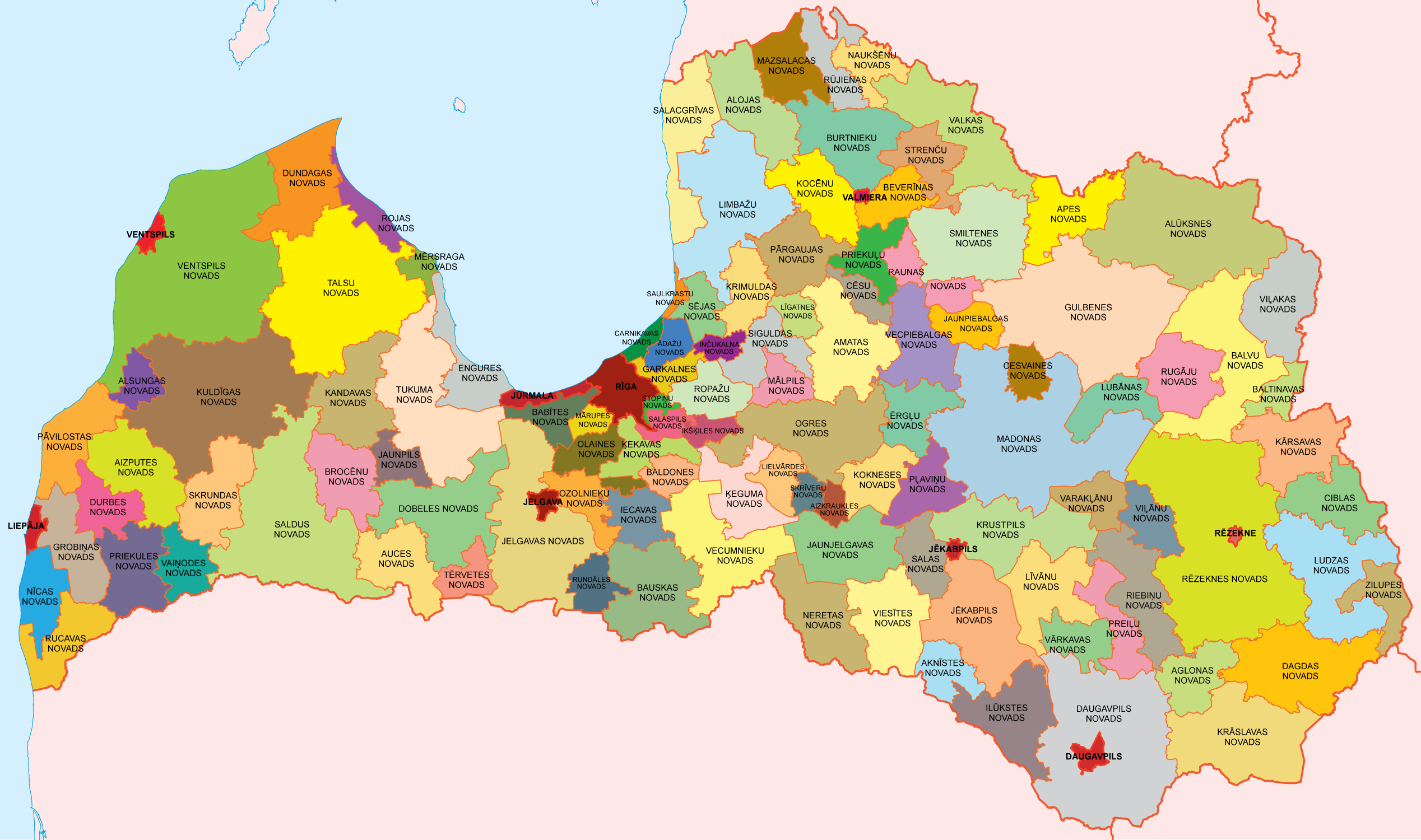
Divisiones administrativas de Letonia 2010-2021

Recursos naturales: turba, tierra arable y ámbar. Uso de la tierra: tierra arable 44,81%; cosechas permanentes 0,9% y otros 54,29% (2005). Tierra irrigada 70 kilómetros cuadrados (2003). 
Desde el año 2000 Letonia tiene unos índices de crecimiento del PIB más altos de Europa. No obstante, el crecimiento de la economía de Lituania a una media de 8% por año para los cuatro años anteriores al año 2008 se basaba en las exportaciones y la demanda doméstica. El desempleo alcanzó el 15% en 2009, desde 4,8% en 2008. El PIB cayó cerca de un 17% en 2009; las tres antiguas repúblicas soviéticas del Báltico tuvieron la peor caída del año en la crisis mundial. 
Los principales ingresos del PIB provienen del sector servicios: 61,5% (2009 est.), después está el que se obtiene de la industria (33,2 %) y finalmente un 5,3% de la agricultura. Los productos de la agricultura son cereales como la cebada o el centeno, lino, remolacha azucarera, y patatas, entre otros. Del ganado (bovinos, porcinos y aves), se obtiene carne, leche y huevos. Pesca e industrias derivadas (conservas).

## Áreas protegidas de Letonia

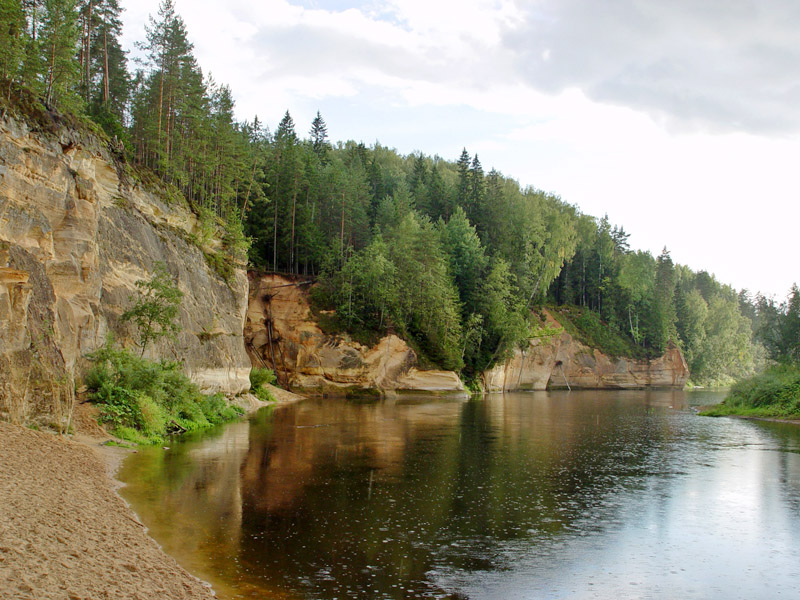
Parque nacional de Gauja

Según la IUCN, en Letonia hay 1121 zonas protegidas que cubren 11.735 km², el 18,19 % del territorio (64.502 km²), además de 4632 km² de áreas marinas, el 16.04 % del área perteneciente al país (28.880 km²). De estas, 4 son parques nacionales, 324 son monumentos naturales, 262 son reservas naturales, 42 son parques naturales, 4 son reservas naturales estrictas, 3 son reservas de la biosfera, 10 son áreas paisajísticas protegidas, 25 son microreservas y 7 son áreas marinas protegidas. De forma regional, hay 98 áreas de protección especial de aves, 7 áreas protegidas en el mar Báltico y 329 sitios de importancia comunitaria. Además, hay 1 reserva de la biosfera de la Unesco y 6 sitios Ramsar.

#### Parques nacionales
- Parque nacional de Gauja, 917 km²
- Parque nacional de Rāzna, 596 km²
- Parque nacional de Kemeri, 382 km²
- Parque nacional de Slītere, 265 km²